# Jeanette Kwakye
Jeanette Boahemaa Kwakye (née le 20 mars 1983 dans le Comté d'Essex) est une athlète britannique spécialiste du 100 mètres.

## Carrière
Elle se révèle durant les Championnats du monde juniors 2002 de Kingston en remportant la médaille de bronze du relais 4 × 100 mètres. En 2007, elle termine au pied du podium du 60 m des Championnats d'Europe en salle de Birmingham où elle établit en 7 s 17 la meilleure performance d'une athlète britannique depuis 1986. Elle réalise cette même année le doublé 100/200 mètres lors des Championnats nationaux britanniques.
Le 7 mars 2008, Jeanette Kwakye remporte la médaille d'argent du 60 mètres des Championnats du monde en salle de Valence en 7 s 08 (record national), derrière l'Américaine Angela Williams. Vainqueur pour la seconde année consécutive des Championnats du Royaume-Uni, elle participe au 100 m des Jeux Olympiques de Pékin. Seule européenne de la finale, elle y prend la sixième place en 11 s 14, améliorant son record personnel. 

## Palmarès
| Date | Compétition                    | Lieu    | Résultat | Épreuve   |
| ---- | ------------------------------ | ------- | -------- | --------- |
| 2008 | Championnats du monde en salle | Valence | 2e       | 60 m      |
| 2008 | Coupe d'Europe                 | Annecy  | 2e       | 4 x 100 m |
| 2008 | Jeux olympiques                | Pékin   | 6e       | 100 m     |